# Marguerite Leduc
Pour les articles homonymes, voir Leduc.
Marguerite Leduc, née le 31 octobre 1935 à Ventron, est une skieuse alpine française.

## Biographie

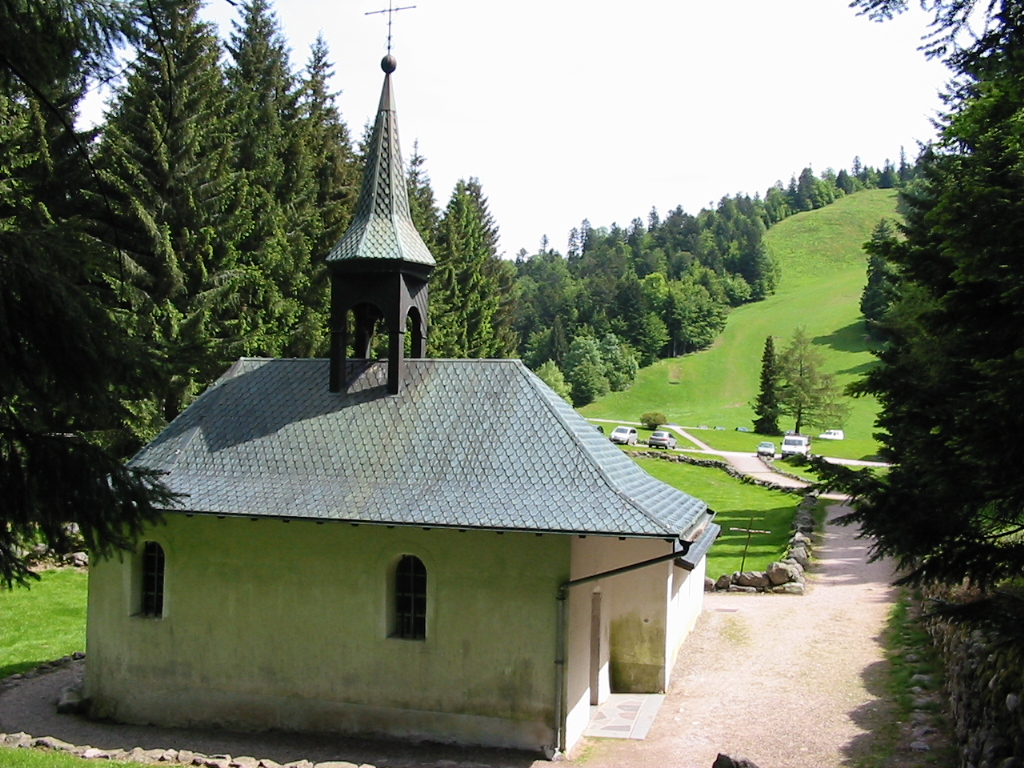
Ermitage Frère Joseph

Emile Leduc et Marie-Jeanne Valdenaire s'installent en 1922 à l'Ermitage Frère-Joseph sur la commune de Ventron dans les Vosges. Onze enfants naissent de leur union. Anne-Marie Leduc est la benjamine. Les onze frères et sœurs s'illustrent dans le ski. Ils seront tous diplômés moniteurs de ski et disputeront les championnats de France. Quatre parmi eux intègrent l'équipe de France de ski alpin : Antoine l'aîné puis ses trois sœurs Marguerite, Anne-Marie et Thérèse. Ces dernières sont sélectionnées pour les jeux olympiques de 1960 à Aspen et pour la première fois de l'histoire des jeux, trois sœurs sont alignées dans la même épreuve : le slalom (qu'elles terminent à la 4e, 17e et 19e places).
Mettant un terme à sa carrière sportive au décès de son père, elle devient directrice de l'école de ski de Ventron et chef de cuisine.

## Palmarès

### Jeux olympiques
| Épreuve / Édition    | Descente | Slalom géant | Slalom |
| -------------------- | -------- | ------------ | ------ |
| JO 1960 Squaw Valley | 18e      | —            | 19e    |

### Championnats du monde
| Épreuve / Édition    | Descente | Slalom géant | Slalom | Combiné |
| -------------------- | -------- | ------------ | ------ | ------- |
| JO 1960 Squaw Valley | 18e      | —            | 19e    | —       |